# Springdale (Arkansas)
Springdale è un centro abitato (city) degli Stati Uniti d'America, situato nella contea di Washington dello Stato dell'Arkansas. Nel 2009 la popolazione era di 68.487 abitanti.

## Geografia fisica
Secondo i rilevamenti dello United States Census Bureau, Springdale si estende su una superficie di 27,29 km².

## Economia
Springdale è nota per essere la sede contrale della Tyson Foods, una multinazionale produttrice di carne.